# Denzil Best
Denzil Best (27. dubna 1917 – 24. května 1965) byl americký jazzový bubeník. Narodil se v New Yorku do rodiny barbadoského původu. Zpočátku hrál na klavír, trubku a kontrabas, později se však soustředil výhradně na bicí. V roce 1943 začal spolupracovat s Benem Websterem, od něhož odešel následujícího roku. V letech 1944 až 1945 hrál s Colemanem Hawkinsem. Během své následné kariéry spolupracoval s mnoha dalšími hudebníky, mezi něž patří například Illinois Jacquet, Chubby Jackson, Phineas Newborn, Sheila Jordan a Lennie Tristano. Kvůli ochrnutí nebyl schopný ke konci své kariéry hrát. Zemřel ve věku 48 let po pádu ze schodů v newyorském metru.